# 볼타역
볼타 (Volta) 역은 이탈리아 북부 브레시아의 브레시아 지하철에 속한 역이다. 라마르모라 로와 크레모나 로, 볼타 로가 만나는 교차로에 위치해 있다.

## 시설
이 역에는 다음과 같은 시설이 있다.
- 매표기

## 환승
- 버스 정류장
  - 2번 - 펜돌리나 - 우라고 멜라 - 볼투르노 - 첸트로 - BS2 - 피에라 키에사누오바
  - 13번 - 구사고 - 첼라티카 - 토리첼라 - 칸토레 - 우고니 - 스타치오네 - 코르시카 - 라마르모라 - 폴리암불란차